# Krombach (Kreuztal)

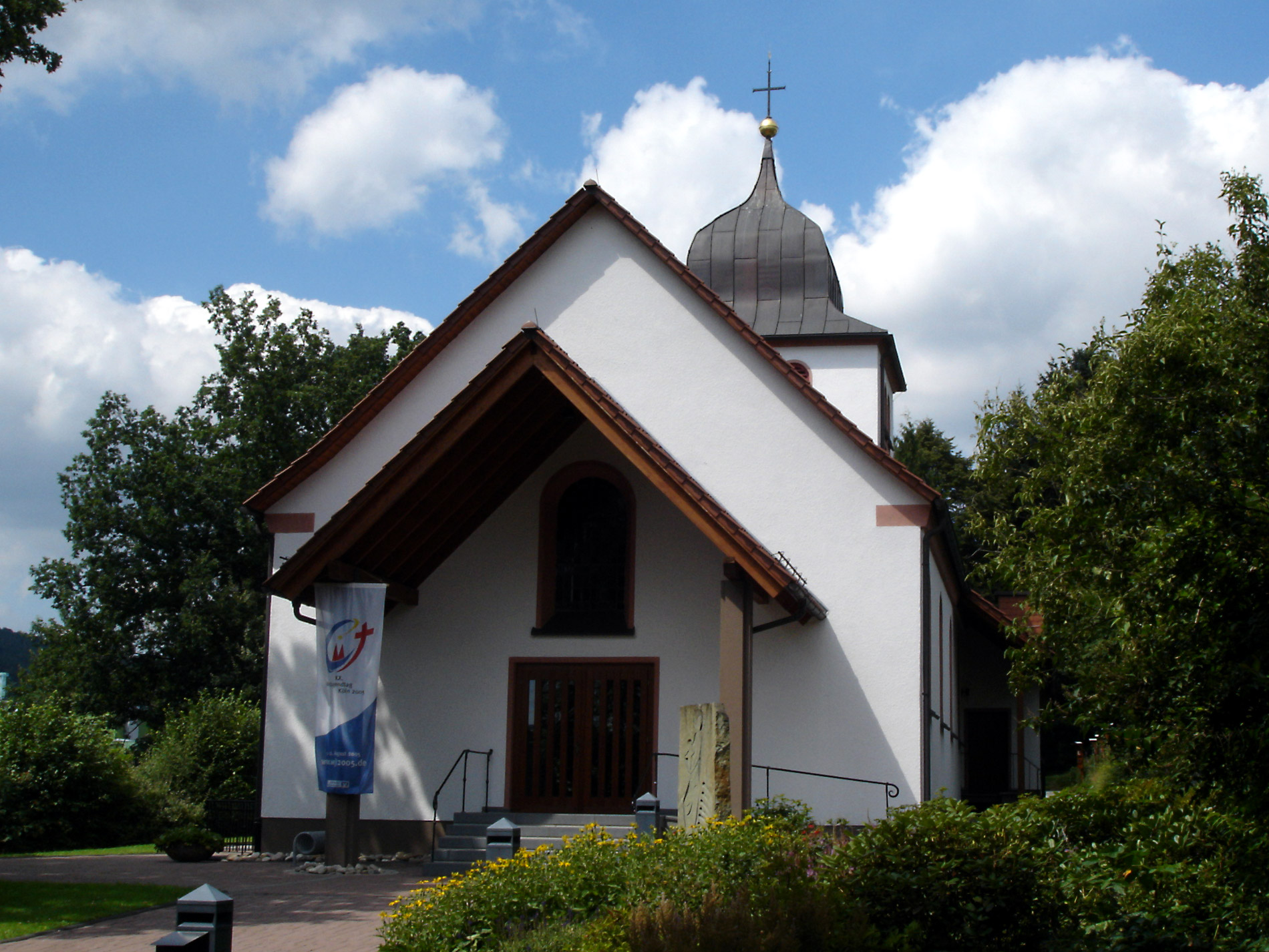
Église catholique St. Ludger und St. Hedwig

Krombach est une ville de Rhénanie-du-Nord-Westphalie (Allemagne), située dans l'arrondissement de Siegen-Wittgenstein, dans le district d'Arnsberg.

## Histoire
Krombach a été mentionné pour la première fois dans un document en 1221. Le lieu avait manifestement déjà une certaine importance suprarégionale à l'époque, parce que l'importante ancienne route commerciale à longue distance Francfort-sur-le-Main-Soest y passait. L'endroit se trouve à la frontière entre la ligne Uerdingen et la ligne de Benrath. Le moyen allemand est parlé dans le Siegerland et le bas allemand dans le Sauerland.
Depuis 500 ans, les voyageurs se reposent au Gasthof Hambloch. L'auberge Zum Anker, vieille de 300 ans, présente également des traces historiques.
Autrefois, le service de précontrainte constituait une source de revenus importante: le service de précontrainte était florissant en raison du trafic de transit: à partir de là, le fret devait être transporté vers le nord en passant par les montagnes du Sauerland.
Grâce à la réforme municipale du 1er janvier 1969, Krombach fut incorporée à Kreuztal.
Auparavant, il appartenait à l'Amt Ferndorf.
A Krombach, la bière Krombacher, désormais mondialement connue, est brassée.
Le nom Krombach vient de Krummer Bach (ruisseau tordu). Le Littfe, un affluent du Ferndorf, traverse le village.
Dans le cadre de la poursuite de la construction de Bundesautobahn 4 et de la Hüttentalstraße, qui se rejoignent sur la Krombacher Höhe (Kölsches Heck), le quartier de Krombach devient plus important pour le Siegerland et le Sauerland voisin.
Depuis 1935, Krombach dispose d'une piscine naturelle en plein air.